# Natonin
Natonin (Bayan ng Natonin) är en kommun i Filippinerna. Kommunen tillhör Bergsprovinsen och ligger på ön Luzon. Folkmängden uppgår till 9 065 invånare.
Natonin är indelat i 11 barangayer.